# تمدد قاع البحر

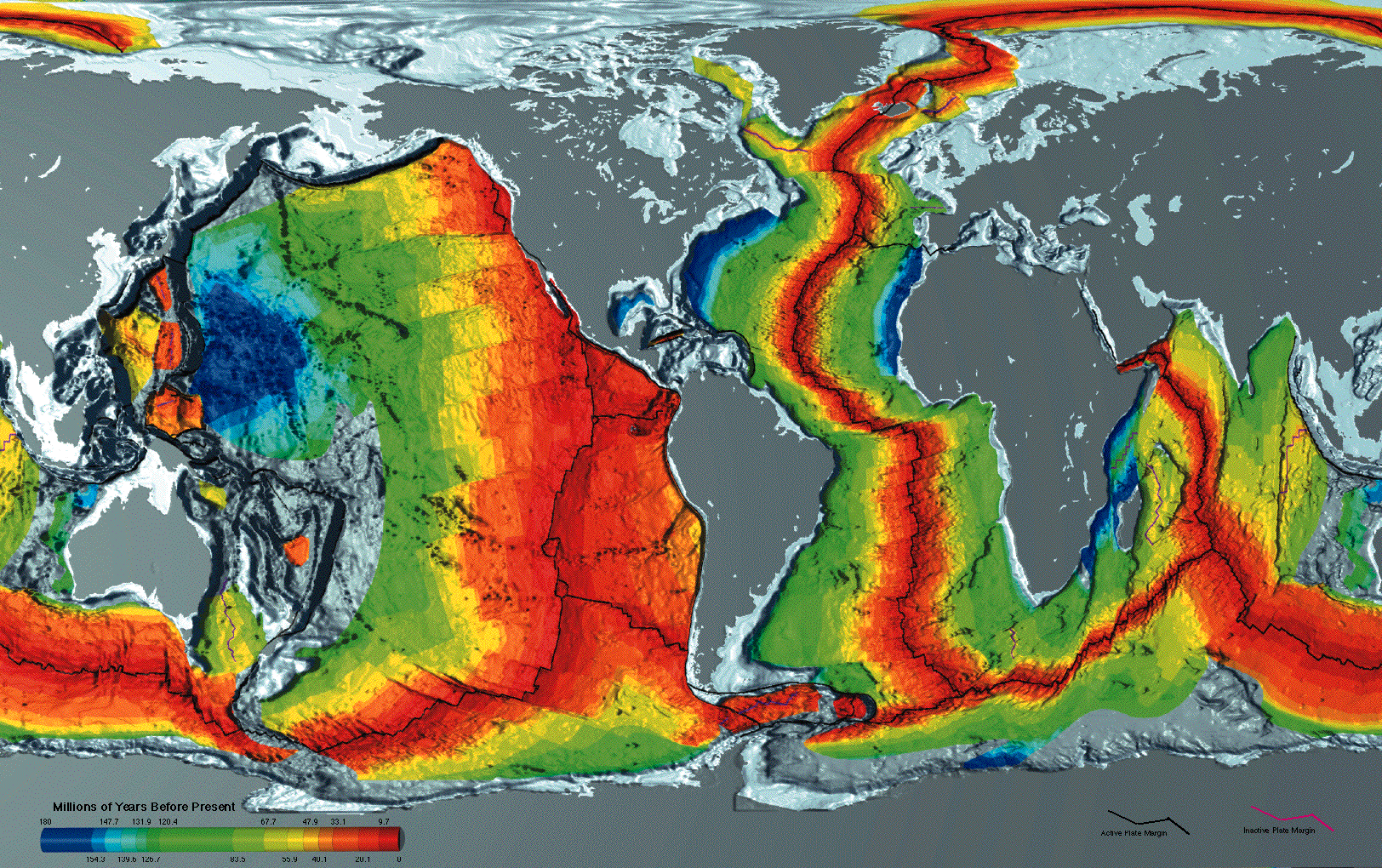
عمر القشرة المحيطية، تنتشر القشرة الأحدث (باللون الأحمر) على طول المراكز المنتشرة.

تمدد قاع البحر هي عملية تحدث في سلاسل الجبال وسط المحيط، حيث تتكون القشرة المحيطية من خلال النشاط البركاني وتتحرك تدريجيًا بعيدًا عن الجبال. ويساعد الانتشار القاعي البحري في تفسير الانجراف القاري في نظرية الصفائح التكتونية. عند تباعد الصفائح المحيطية، يتسبب الإجهاد والتوتر في إحداث كسور بالقشرة الأرضية. وتخرج حمم البازلت لتعلو فوق الكسور وتبرد على قاع المحيط لتكون قاعًا جديدًا للبحر، وسنجد الصخور الأقدم بعيدة أكثر عن منطقة الانتشار بينما نجد الصخور الأحدث قريبة من منطقة الانتشار.
وقالت النظريات السابقة (على سبيل المثال: نظرية ألفريد فيجنر وألكسندر دو تويت) أن الانجراف القاري هو القارات بعد أن «حرثها» البحر. أما فكرة أن قاع البحر نفسه يتحرك (ويحمل القارات معه) بينما يمتد من المحاور المركزية، فقد اقترحها هاري هيس الأستاذ في جامعة برينستون في ستينيات القرن العشرين. وهذه النظرية تجد قبولا كبيرًا الآن وأصبح معروفًا أن المتسبب في هذه الظاهرة تيارات الحمل الحراري في الغلاف الموري (Athenosphere ) الذي يكون ضعيفًا للغاية في السطح العلوي .

## الانتشار الأولي
يمر انفتاح وتمدد قاع المحيط من 4 مراحل:
- المرحلة الأولى: يحصل تقبب على شكل دائري في القشرة القارية يبلغ ارتفاعه حوالي 1 كلم بسبب تزايد الضغوطات الناتجة عن تيارات الحمل الحراري الصادرة من الاستينوسفير.
- المرحلة الثانية: يقع انكسار وتشقق في الجزء الأوسط من التقبب ينشئ عنه منخفض تكتوني يبلغ طوله حوالي 100 كلم تقريبا هذا المنخفض التكتوني يفصل الأخدود إلى جزئين متساويين.
- المرحلة الثالثة: خلال هده المرحلة تبدأ القشرة المحيطية بالظهور نتيجة لصعود المواد البازلتية المنصهرة من الشقوق على مستوى الخسف فتملئ هذه المواد الانكسارات وتتبرد على مستوى السطح.
- المرحلة الرابعة: تصعد صهارة بازلتية جديدة وتدفع الصهارة القديمة فتحل محلها. مع تزايد هده العملية يؤدي إلى اتساع المجالات المحيطية.

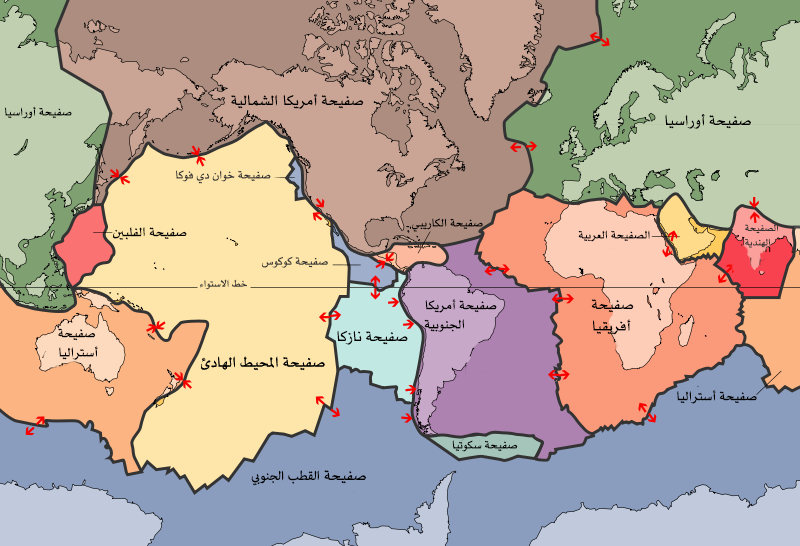
صفائح القشرة الأرضية وفقًا لنظرية تكتونيات الصفائح

بشكل عام، يبدأ الانتشار القاعي البحري في شكل صدع في كتلة الأرض القارية، فيما يشبه نظام صدع شرق أفريقيا بالبحر الأحمر الموجود حاليًا. وتبدأ هذه العملية بسخونة في قاعدة القشرة القارية مما يجعلها أكثر لدونة وأقل كثافة، ولأن الأشياء الأقل كثافة ترتفع لأعلى بالنسبة للأشياء الأكثر كثافة، وتصبح المنطقة الأكثر سخونة عبارة عن قبة كبيرة (أنظر توازن القشرة الأرضية). وعندما تتقوّس القشرة الأرضية لأعلى تحدث كسور تدريجية وتكبر لتصبح تصدعات، وعادة ما يتكون نظام الصدع من تصدع بثلاث أذرع بزوايا 120 درجة تقريبًا. تسمى هذه الأذرع الثلاث التقاطعات الثلاثية ويمكن أن نجدها في أماكن متعددة في أرجاء العالم اليوم. وتتطور الحواف المنفصلة المتفتتة عن القارات لتكوّن حواف سلبية.
وتقول نظرية هيس بأنه يتم تكوين قاع جديد للبحر عندما تُدفع الحمم لأعلى نحو السطح في سلاسل الجبال وسط المحيط.
إذا استمر الامتداد عبر المرحلة الأولية المذكورة أعلاه ينفتح ذراعان من أذرع الصدع بينما لا يفتح الذراع الثالث ويحدث 'خور في الصدع'. وبينما يستمر التصدعان النشطان في الاتساع، تصبح القشرة القارية في النهاية أكثر ضعفًا في أثناء تمددها، وعند هذه النقطة تبدأ القشرة المحيطية البازلتية في التكون ما بين الأجزاء الصغيرة القارية المتفتتة. وعندما يفتح صدع من التصدعات على محيط موجود بالفعل يمتلئ هذا الصدع بالماء ليصبح بحرًا جديدًا، ويعتبر البحر الأحمر مثالاً على الذراع الجديدة للبحر. كان هناك اعتقاد أن الصدع الحادث في شرق إفريقيا ذراع «خائر» لأنه كان يفتح بشكل بطيء إلى حد ما عن الذراعين الآخرين، لكن في عام 2005 ذكرت تجربة عفار الإثيوبية الجيوفيزيائية على القشرة الأرضية أن منطقة عفار في سبتمبر الماضي اتسع الشرخ البالغ 60 كم بمسافة ثمانية أمتار. وخلال هذه الفترة من الفيضان الأول، يكون البحر الجديد الجديد حساسًا لتغيرات المناخ والتغير العالمي لمستوى سطح البحر. نتيجة لذلك، يتبخر البحر الجديد (جزئيًا أو كليًا) مرات عديدة قبل أن ينخفض ارتفاع الوادي المتصدع للنقطة التي يصبح عندها البحر مستقرًا، وخلال هذه الفترة من التبخر الكبير ستوجد ترسبات في وادي الصدع. وبعد ذلك، يمكن أن تصبح هذه الترسبات أماكن محكمة الغلق تحتوي على الهيدروكربون وتصبح موضع اهتمام المتخصصين في الجيولوجيا النفطية.
يمكن أن يتوقف الانتشار القاعي البحري خلال هذه العملية، لكن إذا استمر ووصل إلى نقطة الانفصال التام للقارة، عندها يتم إنشاء حوض محيط جديد. ولم يشق البحر الأحمر شبه الجزيرة العربية عن إفريقيا بالكامل، لكن يمكن أن نجد هذه السمة في الجانب الآخر من إفريقيا حيث تم الانقسام والتحرر الكامل، حيث كانت أمريكا الجنوبية في يوم من الأيام جزءًا من دلتا النيجر. وتكون نهر النيجر من الصدع الذي خار ولم يكتمل لذراع الصدع للتقاطع الثلاثي.